# Since I Left You
Since I Left You es el primer álbum de estudio producido por el grupo musical australiano, The Avalanches, sería lanzado el 27 de noviembre del año 2000 bajo el sello discográfico Modular Recordings. Sería producido por los 2 miembros del grupo, Robbie Chater y Darren Seltmann (bajo el seudónimo de Bobbydazzler), usando múltiples samples de varios artistas y géneros musicales. El álbum sería grabado y producido en 2 estudios similares por Chater y Seltmann, intercambiando mezclas de audios de varios discos que usaron como samples.
Luego de la buena recepción que el álbum recibiría en Australia, el grupo consideraría publicarlo de manera internacional – su fecha de publicación se retrasaría hasta 2001, cuando sería publicado en el Reino Unido y los Estados Unidos, apareciendo con versiones ligeramente alteradas. La tardanza y las alteraciones se produjeron para que el grupo pudiera obtener licencias para usar los samples del álbum o reemplazos. De este álbum se publicaron 4 sencillos posterior a su publicación: “Electricity”, “Frontier Psychiatrist”, “Since I Left You” y “Radio”. El grupo promocionaría el álbum haciendo giras musicales en Australia, Europa y los Estados Unidos.
Since I Left You sería aclamado por la críticas, este conseguiría estar en listas musicales como listas musicales de Australia consiguiendo el puesto 30 en la lista ARIA Albums Chart, el puesto número 8 en Noruega, como también estar en el puesto 10 en la lista Dance/Electronic Albums, y el puesto número 40 en la lista Top Heatseekers, ambas provenientes de los Estados Unidos. Durante la premiación ARIA Music Awards del 2001, el álbum ganaría 4 categorías: Breakthrough Artist – Album, Best Dance Release, Producer of the Year para Bobbydazzler, Breakthrough Artist – Single por el sencillo “Frontier Psychiatrist”. Since I Left You se convertiría en uno de los álbumes mejores aclamados del año 2000, haciendo que este ingresara en el puesto número 10 en el libro The 100 Best Australian Albums.

## Producción
The Avalanches iniciarían la producción del álbum en 1999 bajo el nombre de Pablo's Cruise, primeramente utilizando una mezcladora de sonidos Yamaha Promix 01 y un sampler Akai S2000. Los miembros del grupo, Darren Seltmann y Robbie Chater trabajarían por horas usando samples de canciones de discos de vinilo para crear las canciones del álbum; según Chater, estimaría que usarían alrededor de 3 5000 samples siendo muchas usadas de manera general, aunque algunos serían usados con menor frecuencia, aproximadamente 900 samples. Luego de producir y arreglar sus obras, los miembros intercambiarían sus producciones, escuchando a las ideas de la otra persona, y expandiendo la obra con lo que sea que hayan escuchado. A pesar de trabajar en estudios diferentes, los estudios de Chater y Seltmann eran muy similares entre sí.
Inicialmente, Chater y Seltmann no tenían planeado publicar el álbum de manera internacional. Ellos no estaban preocupados por recibir denuncias por derechos de autor. Las fuentes del álbum abarcan múltiples artistas de diferentes géneros musicales, haciendo sampling de artistas como Françoise Hardy, Blowfly, Sérgio Mendes, Raekwon, Wayne and Shuster y Madonna. Seltmann sentiría que “cuanto más rechazado y no deseado es el disco del que proviene el sample, más atractivo es, supongo que es casi un hallazgo encontrar discos raros, pero en ocasiones surgen cosas como ‘Holiday’”. Describió como crear cintas con samples entre sí, crearía algunas cintas que estaban pensadas como “divertidas”, en las que no tenían intención original de obtener una autorización. En particular, la canción de Madonna, “Holiday” era “una de esas en la que pusimos algo juntos, terminamos con ‘Holiday’ y ambos nos reímos mucho. Terminamos donde no podíamos vivir sin él, así que supongo que solo teníamos que intentar que funcionara”. Más tarde, Seltmann y Chater tendrían problemas tratando de ordenar todos lo samples, uno de estos tuvo que ser removido, el sample provenía de una actuación de Rodgers y Hammerstein en la parte de la introducción que contenía arpas y mujeres cantando. Después de comprobar sus autorizaciones “el álbum era un poquito diferente a su forma original en el sentido de que la introducción era completamente distinta, lo cual era muy distinguible, así que tuvimos que quitarlo de inmediato”. The Avalanches trabajaría con Pat Shannahan, para revisar las autorizaciones y licencias que se encontraban en los samples de la grabación. The Avalanches tocaría sus canciones con sus compañeros para obtener información acerca de qué pistas valía la pena incluir al álbum. “Electricity” sería la primera canción del álbum que sentía que ‘funcionaba’, fue una adición de último minuto que The Avalanches sentiría que ‘seguía sonando bien’. En febrero del año 2000, Robbie Chater (bajo el seudónimo Bobby C) y Darren Seltmann (bajo el nombre Dazzler) finalizarían la producción del álbum bajo el seudónimo de Bobbydazzler, y su título oficial se revelaría como Since I Left You en marzo del año 2000.

## Estilo y temática
Since I Left You sería originalmente desarrolado como un álbum conceptual. Chater describiría su temática inicial como una historia romántica, “una búsqueda de amor a través del mundo, de país en país. La idea de un chico siguiendo a una chica alrededor del mundo, siempre estando a un puerto de distancia. Y todo eso solamente por que teníamos todas estas grabaciones de todo el mundo, y queríamos usar todo el material”. La idea de un álbum conceptual fue rápidamente descartada cuando el grupo sentiría que no deberían hacer sus temáticas demasiado obvias. El estilo del álbum sería en respuesta a la música dance de la época, haciendo que Chater sintiera que se trataba de “grandes tambores, una producción grande; piensa en una producción como la de The Chemical Brothers, ‘Block Rockin' Beats’, con esos tambores increíbles, y como de grande eran las grabaciones”. El grupo sentía que su música temprana no se compararía con esos estilos y deseaban grabaciones con menos bajos que estaba influenciado por la música de los años sesenta, como eran The Beach Boys y Phil Spector.

## Lanzamiento
Cuando Since I Left You estaba siendo grabado, The Avalanches tenía problemas escogiendo qué canciones publicar como sencillos, encontrar que estas no sonaran tan bien fuera del contexto del álbum. El 13 de septiembre de 1999, se produciría el sencillo “Electricity” como un sencillo 12" de 4 canciones publicado bajo el sello Modular y como un sencillo 7" en el Reino Unido bajo el sello Rex Records. Chater sintió que Modular era demasiado paciente con el grupo en la producción del álbum. El 21 de agosto del año 2000, el sencillo “Frontier Psychiatrist” sería lanzado como el segundo sencillo del álbum bajo el sello Modular en Australia, sería publicado en dos versiones: una de 4 canciones y otro de 2 canciones. La fecha inicial para el lanzamiento de Since I Left You sería puesto para el 11 de septiembre, pero, sería atrasado debido a problemas con conseguir licencias para los samples. El 27 de noviembre, el álbum sería publicado en Australia teniendo planes de tener un lanzamiento a nivel mundial a comienzos del 2001. La fecha de lanzamiento del álbum fuera de Australia sería atrasada debido a autorizaciones con samples que eran necesarias si se quería publicar el álbum para el mercado internacional. Para celebrar el lanzamiento del álbum, en Melbourne, se haría una fiesta en un crucero en la bahía Port Phillip. El 5 de febrero de 2001, The Avalanches publicaría la primera canción del álbum como un sencillo, “Since I Left You”, siendo su tercer sencillo publicado en Australia, sería seguido por el sencillo “Radio” el 23 de julio del mismo año.

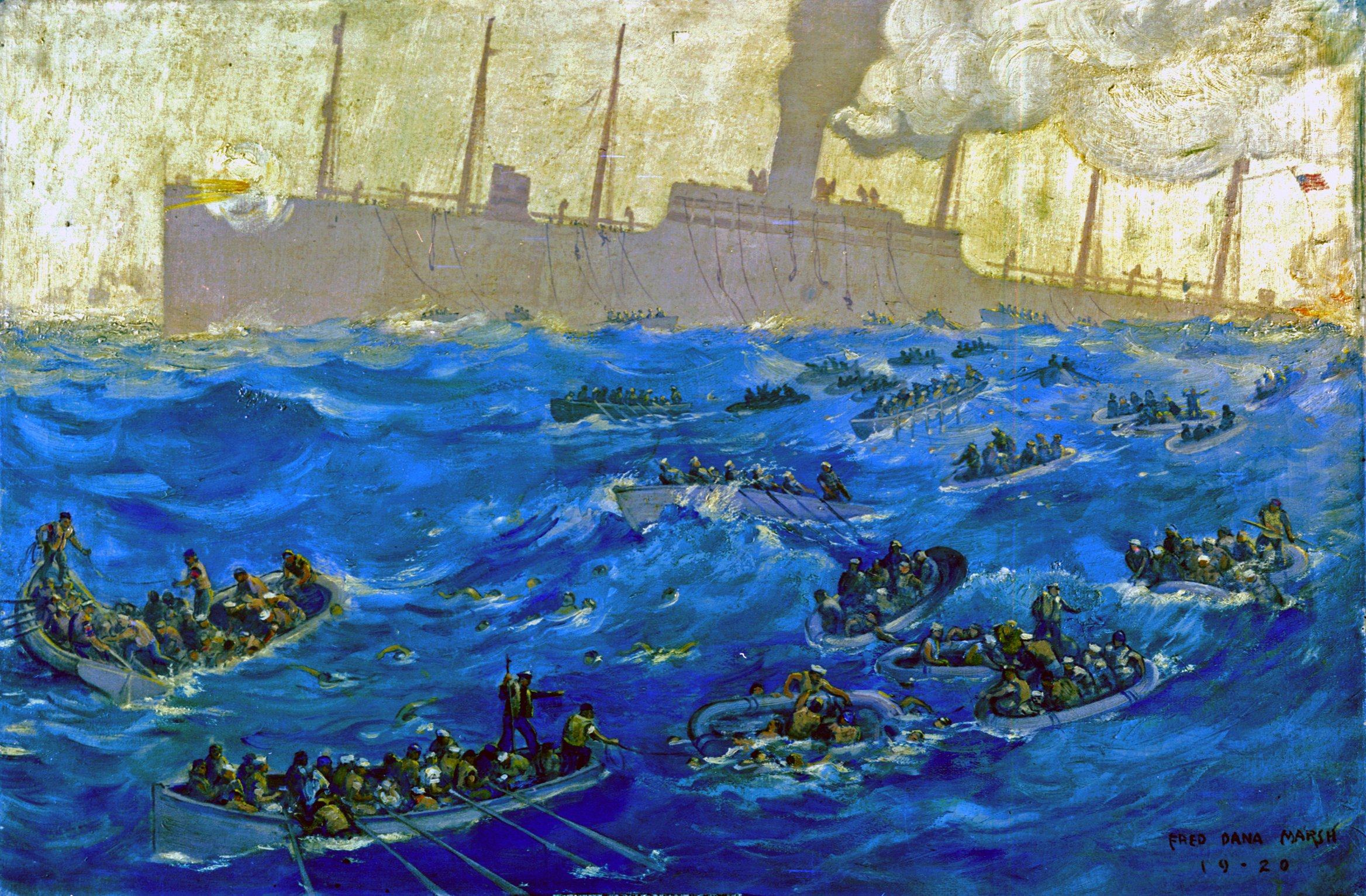
La portada del álbum es un extracto de la pintura “The Sinking of the USS President Lincoln” hecho por Frederick Dana Marsh; c. 1920.

En abril, Since I Left You sería publicado en el Reino Unido bajo el sello discográfico XL Recordings, vendiendo más copias que las que tenía planeado vender el sello. El 28 de abril, el álbum entraría en la lista musical, UK Albums Chart, llegando al puesto número 8 y manteniéndose en ese puesto por 32 semanas consecutivas. A finales del mes de marzo el sencillo “Since I left You” sería publicado en el Reino Unido, entraría en la lista musical UK Singles Chart en el puesto número 16 el 7 de abril de 2001, manteniéndose en ese puesto durante 9 semanas. El 6 de noviembre, Since I Left You sería publicado en los Estados Unidos bajo el sello discográfico Sire Records, y entraría a las listas musicales Dance/Electronic Albums en el puesto número 10, y en la lista musical Top Heatseekers, entrando en el puesto número 31.

### Versiones
Durante la producción del álbum, se crearían versiones ligeramente distintas a la original debido a problemas con licencias con el uso de samples. Para su primera publicación de manera internacional, múltiples samples tuvieron que ser quitados del álbum original, como eran diálogos de Robert De Niro de la película Midnigth Run, un extracto de Ennio Morricone, y flautas de la canción de War, “H2 Overture”. Una versión diferente de “Frontier Psychiatrist” con voces regrabadas también sería incluida en algunas publicaciones. Un mixtape titulado Gimix sería vendido durante la gira musical del álbum en el 2000, este fue diseñado con el fin de combatir copias bootleg del álbum que estaban circulando debido a los atrasos del álbum; el mixtape contiene canciones de Since I Left You, canciones usadas como samples del álbum, canciones con problemas con licencias, y otros favoritos del grupo.
En julio de 2011, una reedición deluxe de Since I Left You sería anunciado, este contendría la versión original del álbum como también un disco extra conteniendo b-sides, demos y remixes de canciones del álbum original, estos hechos por artistas como El Guincho, MF DOOM, Black Dice y el propio The Avalanches. En 2016, sería anunciado que se reedición de Since I Left You sería lanzado el 27 de enero de 2017 en una versión limitada de 5 000 copias. Los fanáticos podían realizar una votación en la que se determinaría el color del disco de vinilo, como también en qué tienda se venderían las copias.
En diciembre de 2017, algunos minoristas publicaron en línea una edición de lujo de 33 canciones del álbum. Luego, una copia de 4 LPs sería dado a un coleccionista, quien publicaría fotografías de la copia a Discogs. Esta versión de lujo contendría ilustraciones alternativas y una colección de nuevos remixes de MF DOOM, Deakin, Leon Vynehall, Canyons, Sinkane, Sun Araw, Black Dice y Edan como también remixes anteriormente publicados y el demo original de Thank You Caroline. En noviembre de 2018, el grupo prometió que la versión de lujo del álbum estaba “casi lista”. En abril del 2021, el grupo anunciaría una edición especial por el vigésimo aniversario, esta consistiendo la anterior mencionada versión de lujo, sería publicado el 4 de junio.

### Gira musical
Para promocionar Since I Left You, The Avalanches organizaría su primera gira musical a través de Australia en octubre del año 2000, la ruta se tenía pensada que iba a cruzar las principales ciudades de Australia, todas las entradas se agotarían rápidamente. En su presentación en Brisbane, Seltmann se fracturaría su pierna luego de colisionar con el guitarrista y cantante Tony Di Blasi. Desde enero hasta febrero de 2001, The Avalanches realizaría una gira en el festival Big Day Out en Australia, visitando 4 ciudades capitales. Durante la gira musical en Europa, Seltmann se fracturaría su otra pierna, después de lo ocurrido, el resto de la gira serían DJ sets. La revista británica Musik premiaría a The Avalanches como mejor acto en vivo.

## Crítica
Seltmann y Chater inicialmente no tenían pensado que el álbum recibiría demasiada atención, pero, el álbum obtendría aclamaciones por parte de críticos de la industria musical. En Metacritic, sitio que asigna un puntaje normalizado de 100 puntos de otros sitios de música, el álbum recibiría un promedio de 89 sobre 100, en base a 21 reseñas, siendo considerado el uno de los álbumes con mejores reseñas del año 2000; como también ser considerado el álbum con mejores reseñas del género dance de ese sitio. El álbum entraría en el puesto número 30 en la lista musical ARIA Albums Chart y en el puesto número 12 en Noruega, en la lista musical VG-lista. En la premiación ARIA Music Awards de 2001, The Avalanches ganaría 4 categorías, incluyendo Breakthrough Artist – Album, Best Dance Release, y Producer of the Year (para Chater y Seltmann bajo el seudónimo Bobbydazzler) por Since I Left You, el cuarto premio sería dado por el sencillo “Frontier Psychiatrist” en la categoría Breakthrough Artist – Single.
Christian Ward de NME, aclamaría el álbum diciendo “una obra maestra, alegre y caleidoscópica del disco-pop, bañado por el sol”, Andy Battaglia de The A.V. Club aclamaría al álbum de manera similar, mientras que Andy Kellman de AllMusic lo llamaría como uno de los discos más íntimos y emotivos que no se basa en la voz. Marc Savlov de The Austin Chronicle encontraría al álbum “tan impresionante como el álbum Screamadelica de la banda Primal Scream lo hizo una década atrás. Es francamente impactante lo divertido que es”. Matt LeMay, escritor de Pitchfork acreditó a The Avalanches por crear tal “contexto único” por las canciones del álbum, sin comprometerse a su “sabor distintivo” y diciendo que el álbum “no se parece a nada” debido a como los samples son empleados en lugar de su calidad o volumen. Gareth Grundy de la revista Q remarcó que su música se integra tan atractivamente como “sonidos dance más convencionales” y que el álbum “finalmente cumple con la promesa del sampling” de producir extraordinarias y nuevas de piezas ingeniosamente apropiadas de otras canciones. Amy Bell de Drowned in Sound alagaría al álbum como uno de los mejores álbumes del año.
Robert Christgau de The Village Voice sería menos entusiasta que el resto de críticas, diciendo que The Avalanches ofreció “el truco largamente prometido de crear nuevas canciones con canciones ya existentes, en el que los samples imposibles de rastrear se unen hasta que se mezclan una música cautivadora que nunca antes existió. Desafortunadamente, la música en cuestión es disco con una sección de cuerdas.” Tyler Martin, escritor de Stylus Magazine, sintió que el álbum tenía una falta de innovación, matiz y complejidad rítmica, pero que muchas de las canciones eran excepcionales, el sitio luego añadiría al álbum en el puesto número 16 de su lista de los 50 mejores álbumes del año 2000 al 2005. En una reseña retrospectiva de The Rolling Stone Album Guide, Michaelangelo Matos apreciaría el equilibrio de The Avalanches entre “lo familiar y lo oscuro” a través de sus técnicas de sampling y sus “surcos juguetones y aireados”, como también mencionar que el álbum tiene un “núcleo emocional sorprendentemente resonante”.

### Elogios
Since I Left You se posicionó en múltiples listas de fin de año, Pitchfork posicionó al álbum en el puesto número 3 en su lista de los mejores 20 álbumes del 2001 y en el puesto número 10 en su lista de los mejores 200 álbumes de la década de los 2000, declarando al álbum como “una obra maestra de la ambientación que evoca una idea de subirse en un avión y aterrizar en otro rincón del mundo, haciéndolo lo más exótico que puede hacer una persona.” La revista Q listó al álbum como uno de los mejores 50 álbumes del 2001. En la encuesta anual Pazz & Jop de 2001 hecha por la revista The Village Voice el álbum sería posicionado en número 11 con un total de 551 votos. En 2008, el periódico australiano The Age reunió a un panel de expertos que iban desde críticos de la propia empresa, periodistas musicales, músicos, locutores de radio, dueños de tiendas de discos y gerentes de bandas para elegir una lista con los 50 álbumes australianos, Since I Left You fue incluido en la lista, Chris Johnson declararía al álbum como “una pieza hermosa de arte musical hecho enteramente de samples.” Since I Left You se posicionó en el puesto número 6 en la lista de los “50 álbumes australianos más influyentes de todos los tiempos”, del periódico The Daily Telegraph. La revista digital Resident Advisor declaró al álbum como el séptimo mejor álbum de la década. El periódico canadiense NOW llamó al álbum como un  “clásico de la sampledelia”.
En la lista musical de Slant Magazine “Best of the Aughts”, el álbum se posicionó en el puesto número 6 en una lista de 100 álbumes. Robbie Chater reflexionó acerca de la recepción del álbum, Chater sintió que fue bien recibido porque “es alegre y divertido escuchar a la vez que es profundo. Existen momentos tristes que pienso que hacen resonar y hacer que dure. Suena como un chico de 23 años en su cuarto grabando un disco para mí, pero puedes escuchar esa inocencia y felicidad de descubrir esos sonidos. Por lo que es un tanto pegadizo para la gente.” En octubre de 2010, Since I Left You fue incluido en el libro 100 Best Australian Albums, apareciendo en el puesto número 10; el álbum también fue incluido en el libro 1001 Albums You Must Hear Before You Die. En 2019, el álbum se posicionó en el puesto número 34 en la lista musical hecha por The Guardian “los 100 mejores álbumes del Siglo XXI”. En diciembre de 2021, el álbum se enlistó en el puesto número 8 en lista musical de Rolling Stone Australia “Los mejores 200 álbumes australianos de todos los tiempos”.

## Lista de canciones
| Since I Left You |                          | |          |  |
| N.º              | Título                   | Escritor(es) | Duración |  |
| 1.               | «Since I Left You»       | Robbie Chater • Darren Seltmann • Gordon McQuilten • Tony Di Blasi • Eddie Drennon • Jeanne Salo • Jimmy Webb                                                                    | 4:22     |  |
| 2.               | «Stay Another Season»    | Chater • Seltmann • Di Blasi • McQuilten • Alan Bergman • Marilyn Bergman • Johnny Mandel • Curtis Hudson • Lisa Stevens                                                         | 2:18     |  |
| 3.               | «Radio»                  | Chater • Seltmann • Claude Cave | 4:22     |  |
| 4.               | «Two Hearts In 3/4 Time» | Chater • Di Blasi • Seltmann • McQuilten • John Cale • Marlena Shaw | 3:23     |  |
| 5.               | «Avalanche Rock»         | Chater • Seltmann | 0:22     |  |
| 6.               | «Flight Tonight»         | Chater • Seltmann • Henry Lawes • Billy Boyo • Prince Paul • David Jolicoeur • Vincent Mason • Kelvin Mercer • Lawrence Dermer • Hubert Roberts • Henry Stone • Freddy Stonewall | 3:53     |  |
| 7.               | «Close to You»           | Chater • Seltmann • August Darnell • Ernest Isley • Marvin Isley • O'Kelly Isley Jr. • Ronald Isley • Rudolph Isley • Christopher Jasper                                         | 3:54     |  |
| 8.               | «Diners Only»            | Chater • Seltmann • Saladine Wallace • Salahadeen Wilds • David Willis | 1:35     |  |
| 9.               | «A Different Feeling»    | Chater • Di Blasi • McQuilten • Seltmann • Ray Evans • Jay Livingston | 4:22     |  |
| 10.              | «Electricity»            | Chater • Seltmann • Willie Clarke • Blowfly | 3:29     |  |
| 11.              | «Tonight»                | Chater • Seltmann • Donald Borzage • Johnny Mercer | 2:20     |  |
| 12.              | «Pablo's Cruise»         | Chater • Seltmann | 0:52     |  |
| 13.              | «Frontier Psychiatrist»  | Chater • Di Blasi • McQuilten • Seltmann • Bert Kaempfert • Herbert Rehbein • Carl Sigman                                                                                        | 4:47     |  |
| 14.              | «ETOH»                   | Chater • Seltmann | 5:02     |  |
| 15.              | «Summer Crane»           | Chater • Seltmann • Bobby Lee Trammell | 4:39     |  |
| 16.              | «Little Journey»         | Chater • Seltmann • Hudson • Stevens • John Phillips | 1:35     |  |
| 17.              | «Live at Dominoes»       | Chater • Seltmann • Frank Farian • Fred Jay • George Reyam | 5:39     |  |
| 18.              | «Extra Kings»            | Chater • Seltmann • Trammell • Alan Osmond • Merrill Osmond • Wayne Osmond | 3:46     |  |
| 60:40            |                          | |          |  |

| Versión del vigésimo aniversario, disco 2 – canciones en formato digital y vinilo |                                                                      |          |  |
| N.º                                                                               | Título                                                               | Duración |  |
| 1.                                                                                | «Since I Left You» (Cornelius remix)                                 | 5:35     |  |
| 2.                                                                                | «Tonight May Have to Last Me All My Life» (Edan remix)               | 3:53     |  |
| 3.                                                                                | «Frontier Psychiatrist» (Mario Caldato Jr.'s 85% remix)              | 4:04     |  |
| 4.                                                                                | «Close to You» (Sun Araw remix)                                      | 6:10     |  |
| 5.                                                                                | «Since I Left You» (Stereolab remix)                                 | 4:36     |  |
| 6.                                                                                | «Flight Tonight» (Canyons Travel Agent dub)                          | 6:00     |  |
| 7.                                                                                | «Radio» (Sinkane remix)                                              | 8:33     |  |
| 8.                                                                                | «Since I Left You» (Prince Paul remix)                               | 3:48     |  |
| 9.                                                                                | «Electricity» (Harvey's Nightclub re-edit)                           | 6:30     |  |
| 10.                                                                               | «Summer Crane» (Black Dice's remix)                                  | 3:38     |  |
| 11.                                                                               | «Extra Kings» (Deakin remix)                                         | 4:42     |  |
| 12.                                                                               | «Tonight May Have to Last Me All My Life» (MF DOOM remix)            | 2:54     |  |
| 13.                                                                               | «Tonight May Have to Last Me All My Life» (Dragged by Leon Vynehall) | 5:24     |  |
| 14.                                                                               | «A Different Feeling» (Carl Craig's Paperclip People remix)          | 10:37    |  |
| 15.                                                                               | «Thank You Caroline» (Demo original de The Avalanches)               | 4:11     |  |
| 80:35                                                                             |                                                                      |          |  |

| Versión del vigésimo aniversario, disco 2 – canciones en formato CD |                                                                      |                        |          |  |
| N.º                                                                 | Título                                                               | Artista original       | Duración |  |
| 1.                                                                  | «Tonight May Have to Last Me All My Life» (MF DOOM remix)            |                        | 2:45     |  |
| 2.                                                                  | «Summer Crane» (Black Dice remix)                                    |                        | 0:37     |  |
| 3.                                                                  | «Frontier Psychiatrist» (Mario Caldato Jr.'s 85% remix)              |                        | 2:13     |  |
| 4.                                                                  | «Electricity» (Dr Rockit's Dirty Kiss remix)                         |                        | 1:29     |  |
| 5.                                                                  | «Electricity» (Demo original de Avalanches)                          |                        | 2:54     |  |
| 6.                                                                  | «Thank You Caroline» (Demo original de The Avalanches)               |                        | 2:16     |  |
| 7.                                                                  | «Thank You Caroline» (Andy Votel remix)                              |                        | 2:12     |  |
| 8.                                                                  | «So Why So Sad» (The Avalanches Sean Penn remix)                     | Manic Street Preachers | 4:20     |  |
| 9.                                                                  | «The Shining» (Avalanches Good Word for the Weekend Remix)           | Badly Drawn Boy        | 4:58     |  |
| 10.                                                                 | «Pablo's Cruise» (Demo original de Avalanches)                       |                        | 0:51     |  |
| 11.                                                                 | «I'm a Cuckoo» (The Avalanches remix)                                | Belle and Sebastian    | 3:03     |  |
| 12.                                                                 | «Chico» (The Avalanches Wernham Hogg mix)                            | The Concretes          | 3:11     |  |
| 13.                                                                 | «Fade Together» (The Avalanches remix)                               | Franz Ferdinand        | 1:36     |  |
| 14.                                                                 | «Since I Left You» (Stereolab remix)                                 |                        | 4:16     |  |
| 15.                                                                 | «Flight Tonight» (Canyons Travel Agent dub)                          |                        | 4:22     |  |
| 16.                                                                 | «Radio» (Sinkane remix)                                              |                        | 4:43     |  |
| 17.                                                                 | «A Different Feeling» (Ernest Saint Laurent Remix)                   |                        | 4:05     |  |
| 18.                                                                 | «A Differente Feeling» (Carl Craig's Paperclip People remix)         |                        | 4:09     |  |
| 19.                                                                 | «Two Hearts in 3/4 Time» (Jackson and His Computer Band remix)       |                        | 4:00     |  |
| 20.                                                                 | «Tonight May Have to Last Me All My Life» (Dragged by Leon Vynehall) |                        | 4:01     |  |
| 21.                                                                 | «Tonight May Have to Last Me All My Life» (Edan remix)               |                        | 3:39     |  |
| 65:40                                                               |                                                                      |                        |          |  |

## Personal
| The Avalanches - Robbie Chater – mixing, producción, sampling - James Dela Cruz – tocadiscos - Tony Di Blasi – teclado - Dexter Fabay – pianos, percusión - Darren Seltmann – mixing, producción, canto, brass band, sampling - Bobbydazzler – coro, guitarra, diseño, mixing | Personal adicional - Chris Corby – ingeniero asistente - Dave Davies – ingeniero asistente - Tony Espie – mixing - Antoinette Halloran – canto - Matt Maddock – ingeniero asistente - Jimi Maroudas – ingeniero asistente - Mike Marsh – masterización - Richie Robinson – mixing - Sally Russell - canto - Saïan Supa Crew – canto - Chris Scallan – computación (Pro Tools, transferencia y revisiones con Macintosh) |

## Listas musicales
| Año 2000–2002  | Año 2000–2002           | Año 2000–2002 |
| Región         | Lista                   | Posición      |
| -------------- | ----------------------- | ------------- |
| Australia      | ARIA                    | 21            |
| Escocia        | Scottish Albums         | 14            |
| Estados Unidos | Dance/Electronic Albums | 10            |
| Estados Unidos | Top Heatseekers         | 31            |
| Francia        | SNEP                    | 79            |
| Reino Unido    | Official Albums Chart   | 8             |
| Reino Unido    | UK Indie Chart          | 1             |
| Suecia         | Sverigetopplistan       | 51            |

| Año 2017  | Año 2017 | Año 2017 |
| Región    | Lista    | Posición |
| --------- | -------- | -------- |
| Australia | ARIA     | 15       |

| Año 2021    | Año 2021           | Año 2021 |
| Región      | Lista              | Posición |
| ----------- | ------------------ | -------- |
| Alemania    | Offizielle Top 100 | 74       |
| Australia   | ARIA               | 5        |
| Bélgica     | Ultratop Valonia   | 142      |
| Reino Unido | UK Dance Chart     | 3        |
| Reino Unido | UK Indie Chart     | 11       |

| Región      | Lista | Posición |
| ----------- | ----- | -------- |
| Australia   | ARIA  | 52       |
| Reino Unido | OCC   | 109      |

| Región            | Certificación | Ventas  |
| ----------------- | ------------- | ------- |
| Australia (ARIA)  | Platino       | 70 000  |
| Reino Unido (BPI) | Oro           | 100 000 |